# Margaux Fabre
Margaux Nicole Jeanne Aude Fabre (Perpignano, 2 ottobre 1992) è una nuotatrice francese.

## Carriera
E' specializzata nello stile libero.
Ha rappresentato la Francia ai Giochi olimpici estivi di Rio de Janeiro 2016, concludendo al decimo posto nella specialità dei 200 metri stile libero.
Ai campionati europei di Glasgow 2018 ha vinto la medaglia d'oro nella staffetta 4x100m, gareggiando con le connazionali Charlotte Bonnet, Marie Wattel e Béryl Gastaldello e nella staffetta mista 4x100 metri stile libero, con Jérémy Stravius, Mehdy Metella, Marie Wattel, Charlotte Bonnet, Maxime Grousset e Béryl Gastaldello.

## Palmarès
- Europei

Londra 2016: bronzo nella 4x100m sl mista.
Glasgow 2018: oro nella 4x100m sl e nella 4x100m sl mista.
- Giochi del Mediterraneo

Pescara 2009: argento nella 4x200m sl.
- Mondiali giovanili

Monterrey 2008: argento nei 400m sl.
- Europei giovanili

Anversa 2007: argento nei 400m sl, negli 800m sl e nella 4x200m sl.
Belgrado 2008: oro nella 4x100m sl, argento nei 1500m sl e nella 4x200m sl e bronzo nei 400m sl.